# ロドリゴ・ヴィルジリオ
カレカ (Careca) こと、ロドリゴ・ヴェルジリオ（Rodrigo Vergilio, 1983年4月13日 - ）は、ブラジル・サンパウロ州ペデルネイラス出身のプロサッカー選手。現在は無所属。ポジションはフォワード（センターフォワード）。

## 経歴
2004年に鹿島アントラーズへ移籍したバロンの代役としてヴァンフォーレ甲府へレンタル移籍。しかし戦術の違いなどから出場機会を与えられることが少なく、シーズン終了とともに契約終了となり日本を離れた。
母国のクラブを渡り歩いた後、2007年シーズン途中にザスパ草津にレンタル移籍。4得点を挙げる活躍を見せたため来期も引き続き契約すると思われたが、シーズン終了後にセレッソ大阪が獲得に意欲を見せ、翌2008年に移籍。C大阪では背番号18を着用していたが、これはかつて同クラブに在籍していた黄善洪に因んだものである。黄は入団当初の35番から翌年18番に変更し、得点王になっている。カレカも草津時代に35番を着けており、それに肖ったものであった。しかし、カレカは在籍半年で15試合出場3ゴールと同氏ほどの活躍をすることなく、シーズン中の7月に契約解除となった。
契約解除後はブラジルへ帰国したものの、8月に負傷離脱したリンコンの穴埋めとして湘南ベルマーレへ移籍することが発表され再来日。9日のリーグ戦第30節・古巣であるC大阪戦で後半30分より移籍後初出場し、得点を決めてチームの勝利に貢献した。
先述の試合で活躍したことにより今後が期待されていたが、8月19日にクウェートのアル・ナスルSCに移籍することが発表され、日本から離れることになった。湘南に在籍した日数は19日。C大阪では活躍できず、湘南ではC大阪を破るゴールを決めただけで退団したことから、C大阪サポーターからは「セレッソに嫌がらせをするためだけにやってきた選手」と称された。なお、草津在籍時にもC大阪相手に2ゴールを決めている。
中東でのプレーを経て、2014年3月にサンベルナルドFCからナウチコへ移籍。
2015年からはタイに渡り複数のクラブでプレー。2018年にサンベルナルドに再び復帰した。

## エピソード
- 甲府時代に風貌がロベルト・ペタジーニに似ていることから同時に加入したレアンドロ・セザール・デ・ソウザ（甲府での登録名が「レ」）とともに話題となった。
- 好きなサッカー選手はジーコ。好きな食べ物は焼肉。また、聖書を愛読している。
- カレカという名前はポルトガル語で坊主頭のことである。カレカは毎週のように頭をバリカンで剃っていた。
- 禁酒をしている。

## 個人成績
| 国内大会個人成績 | 国内大会個人成績   | 国内大会個人成績 | 国内大会個人成績 | 国内大会個人成績 | 国内大会個人成績 | 国内大会個人成績 | 国内大会個人成績 | 国内大会個人成績 | 国内大会個人成績 | 国内大会個人成績 | 国内大会個人成績 |
| 年度             | クラブ             | 背番号           | リーグ           | リーグ戦         | リーグ戦         | リーグ杯         | リーグ杯         | オープン杯       | オープン杯       | 期間通算         | 期間通算         |
| 年度             | クラブ             | 背番号           | リーグ           | 出場             | 得点             | 出場             | 得点             | 出場             | 得点             | 出場             | 得点             |
| ブラジル         | ブラジル           | ブラジル         | ブラジル         | リーグ戦         | リーグ戦         | ブラジル杯       | ブラジル杯       | オープン杯       | オープン杯       | 期間通算         | 期間通算         |
| ---------------- | ------------------ | ---------------- | ---------------- | ---------------- | ---------------- | ---------------- | ---------------- | ---------------- | ---------------- | ---------------- | ---------------- |
| 2002             | コリンチャンス     |                  |                  |                  |                  |                  |                  |                  |                  |                  |                  |
| 2003             | ノロエスチ         |                  |                  |                  |                  |                  |                  |                  |                  |                  |                  |
| 日本             | 日本               | 日本             | 日本             | リーグ戦         | リーグ戦         | リーグ杯         | リーグ杯         | 天皇杯           | 天皇杯           | 期間通算         | 期間通算         |
| 2004             | 甲府               | 16               | J2               | 5                | 0                | -                | -                | 0                | 0                | 5                | 0                |
| ブラジル         | ブラジル           | ブラジル         | ブラジル         | リーグ戦         | リーグ戦         | ブラジル杯       | ブラジル杯       | オープン杯       | オープン杯       | 期間通算         | 期間通算         |
| 2004             | フラメンゴ-SP      |                  |                  |                  |                  |                  |                  |                  |                  |                  |                  |
| 2005             | サンベルナルド     |                  |                  |                  |                  |                  |                  |                  |                  |                  |                  |
| 2006             | グレミオ・バルエリ |                  |                  |                  |                  |                  |                  |                  |                  |                  |                  |
| 2007             | サンベルナルド     |                  |                  |                  |                  |                  |                  |                  |                  |                  |                  |
| 2007             | コメルシアウ-RP    |                  |                  |                  |                  |                  |                  |                  |                  |                  |                  |
| 日本             | 日本               | 日本             | 日本             | リーグ戦         | リーグ戦         | リーグ杯         | リーグ杯         | 天皇杯           | 天皇杯           | 期間通算         | 期間通算         |
| 2007             | 草津               | 35               | J2               | 19               | 4                | -                | -                | 2                | 0                | 21               | 4                |
| 2008             | C大阪              | 18               | J2               | 15               | 3                | -                | -                | -                | -                | 15               | 3                |
| 2008             | 湘南               | 7                | J2               | 1                | 1                | -                | -                | -                | -                | 1                | 1                |
| 通算             | ブラジル           | ブラジル         |                  |                  |                  |                  |                  |                  |                  |                  |                  |
| 通算             | 日本               | 日本             | J2               | 40               | 8                | -                | -                | 2                | 0                | 42               | 8                |
| 総通算           |                    |                  |                  |                  |                  |                  |                  |                  |                  |                  |                  |